# 海野徹 (那珂市長)
海野 徹（うみの とおる、1949年（昭和24年）6月10日 - ）は、日本の政治家。
茨城県那珂市長（2期）、那珂市議会議員（2期）、那珂町議会議員（1期）を務めた。

## 来歴
茨城県那珂郡木崎村（現在の那珂市北酒出）に生まれる。茨城県立太田第一高等学校卒業。専修大学法学部法律学科卒業。伊勢甚百貨店に勤務後、木材業に従事。
2004年、那珂町議会議員選挙に初当選。2005年1月21日、那珂町は瓜連町を編入合併し市制施行して那珂市となる。
2008年2月24日に行われた那珂市議会議員選挙に当選。
2010年9月の議会において、那珂市長の小宅近昭に市政運営について質問をした海野は小宅の答弁に「大きな危惧」を抱く。その後、翌年1月に迫った市長選挙の無投票の公算が強まり、同年11月末に市議を辞職し立候補の準備を始める。
2011年1月30日に市長選は行われ、小宅との一騎打ちを制し初当選した（海野：12,414票、小宅：10,485票）。投票率は50.77％だった。2月13日、市長就任。
2015年、再選。
2018年11月12日、翌2019年に予定されている那珂市長選挙に立候補せず、引退を表明。
2019年4月25日に、同年夏の第25回参議院議員通常選挙に「原発再稼働反対」の立場で茨城県選挙区から立候補する意向を示した。当初立憲民主党からの出馬を目指していたが、党から断られたことから無所属での出馬を予定していたが、6月5日に日本維新の会の公認内定を得た。7月21日の投開票の結果候補者5人中4位で落選した。
2019年11月30日、日本維新の会参院茨城県選挙区支部長に再任したが、2022年7月の第26回参議院議員通常選挙には立候補しなかった。
2023年11月3日、秋の叙勲で旭日小綬章を受章。

## 政策・主張
- 2015年に市政に関する重要事項について、市民か議会の請求、または市長の発議によって市民投票が実施できる常設型の住民投票条例案の制定を目指したが、12月11日の市議会本会議で賛成10、反対11の賛成少数で否決された。これは東海第二原発の再稼働など重要な課題の判断に住民を意見を反映させようと、那珂市民の一部や有識者らが設置を求めていたもので、条例案では、18歳以上の市民と市内の永住外国人を投票資格者としていた[13]。しかし、案件ごとに議会の議決や同意を求める規定がなかったため、本会議では「議会制民主主義を否定している」「約1300万円の費用がかかる投票を議決なしで行うのか」などの批判が相次ぎ、海野は市議会での否決後、「非常に残念だ。来年2月の市議選の結果も見つつ、再提案するつもりだ」と述べた[14]。
- 2018年11月末に40年の運転期限を迎える東海第二原発を巡り、同年10月22日、「事故が起きれば、市は立地自治体以上の被害を受けるかもしれない。再稼働に反対だ」と述べ、早期の廃炉を求めた[15]。

## 不祥事
- 自身が代表を務める「日本維新の会参議院茨城県選挙区第1支部」が、2019年6月に党本部から受けた寄付金300万円を政治資金収支報告書に記載していなかった[16]。

## 選挙歴
| 当落 | 選挙                     | 執行日         | 年齢 | 選挙区       | 政党         | 得票数     | 得票率 | 定数 | 得票順位 /候補者数 | 政党内比例順位 /政党当選者数 |
| ---- | ------------------------ | -------------- | ---- | ------------ | ------------ | ---------- | ------ | ---- | ------------------ | ---------------------------- |
| 当   | 2004年那珂町議会議員選挙 | 2004年2月29日  | 54   | ーー         | 無所属       | 775票      | ーー   | 1    | 21/29              | /                            |
| 当   | 2004年那珂市議会議員選挙 | 2008年2月24日  | 58   | ーー         | 無所属       | 897票      | ーー   | 24   | 20/30              | /                            |
| 当   | 2011年那珂市長選挙       | 2011年1月30日  | 61   | ーー         | 無所属       | 1万2414票  | 54.21% | 1    | 1/2                | /                            |
| 当   | 2015年那珂市長選挙       | 2015年2月1日   | 65   | ーー         | 無所属       | 1万3261票  | 58.50% | 26   | 1/2                | /                            |
| 落   | 第25回参議院議員通常選挙 | 2019年07月21日 | 70   | 茨城県選挙区 | 日本維新の会 | 12万5542票 | 11.86% | 2    | 4/5                | /                            |